# Radical 136
El radical 136, representado por el carácter Han 舛, es uno de los 214 radicales del diccionario de Kangxi. En mandarín estándar es llamado 舛部, (chuǎn bù　‘radical «opuesto»’); en japonés es llamado 舛部, せんぶ (senbu), y en coreano 천 (cheon).
El radical «opuesto» aparece siempre en la parte inferior de los caracteres que clasifica, por ejemplo, en el carácter 舞.

## Nombres populares
- Mandarín estándar: 舛, chuǎn, ‘opuesto’, ‘contradicctorio’.
- Coreano: 어그러질천부, eogeureojil cheon bu, ‘radical cheon-diferir’.
- Japonés:　升（ます）, masu, ‘medida’; 舞い脚（まいあし）, maiashi, ‘parte inferior de 舞 (bailar)’.
- En occidente: radical «opuesto».

## Galería
| Estilos antiguos                                 | Estilos antiguos                  | Estilos antiguos                        | Estilos antiguos                   | Estilos antiguos                   | Estilos empleados actualmente       | Estilos empleados actualmente  | Estilos empleados actualmente    | Estilos empleados actualmente   | Estilos empleados actualmente  |
|                                                  |                                   |                                         |                                    |                                    |                                     | 舛                             | 舛                               |                                 |                                |
| 甲骨文 jiǎgǔwén (escritura de huesos oraculares) | 金文 jīnwén (escritura de bronce) | 简帛 jiǎnbó (escritura de bambú y seda) | 篆文 zhuànwén (escritura de sello) | 篆文 zhuànwén (escritura de sello) | 隸書 lìshū (estilo de los escribas) | 楷書 kǎishū (estilo regular)   | 楷書 kǎishū (estilo regular)     | 行書 xǐngshū (estilo corriente) | 草書 cǎoshū (estilo de hierba) |
| 甲骨文 jiǎgǔwén (escritura de huesos oraculares) | 金文 jīnwén (escritura de bronce) | 简帛 jiǎnbó (escritura de bambú y seda) | 大篆 dàzhuàn (sello grande)        | 小篆 xiǎozhuàn (sello pequeño)     | 隸書 lìshū (estilo de los escribas) | 繁體／繁体 fántǐ (tradicional) | 简体／簡體 jiǎntǐ (simplificado) | 行書 xǐngshū (estilo corriente) | 草書 cǎoshū (estilo de hierba) |

## Caracteres con el radical 136
| trazos | carácter |
| ------ | -------- |
| + 0    | 舛       |
| + 6    | 舜       |
| + 7    | 舝       |
| + 8    | 舞       |